# Olga Charvátová
Olga Charvátová (* 11. června 1962 Gottwaldov), provdaná Křížová Charvátová, je bývalá československá alpská lyžařka, držitelka olympijské medaile.

## Sport
Od žákovských kategorií se prosazovala mezi domácí špičkou. Na juniorských mistrovstvích Evropy získala stříbro a bronz, jako patnáctiletá dojela devátá v kombinaci na světovém šampionátu dospělých v Garmisch-Partenkirchenu (1978). Na MS 1982 ve Schladmingu si ještě o čtyři příčky polepšila. Jako jediná zástupkyně Československa dokázala vyhrát dva závody Světového poháru – v kombinaci, tvořené slalomem ve Schrunsu a sjezdem v Megève (1983), a ve slalomu v Piancavallu (1986).
Je historicky první českou, resp. československou držitelku medaile ze zimních olympijských her v alpském lyžování. Na ZOH 1984 v Sarajevu vybojovala ve sjezdu bronz. Ve sjezdu na hoře Javornina ještě na posledním mezičasu vedla a mířila ke zlatu. Ve spodní části trati, kde byla v měřených trénincích nejrychlejší, se však dostala mimo uježděný sníh a v cíli zaostala s časem 1:13,53 za vítěznou Švýcarkou Figiniovou (1:13,36) i její stříbrnou krajankou Walliserovou (1:13,41). Na této olympiádě startovala ještě ve slalomu (10. místo) a obřím slalomu (8. místo).
Ve své nejlepší sezoně 1986 si dobře počínala ve všech disciplínách: ve slalomu byla celkově čtvrtá, v obřím slalomu pátá, v super obřím slalomu šestá a mezi nejlepší desítku se nevešla pouze v kombinaci (12.) a sjezdu (19.). V celkovém hodnocení Světového poháru jí tehdy těsně unikla třetí příčka a skončila na čtvrté pozici, což bylo historicky její nejlepší umístění (1979 – 17. místo, 1980 – 34. místo, 1981 – 15. místo, 1982 – 26. místo, 1983 – 8. místo, 1984 – 7. místo, 1985 – 6. místo).
Je třináctinásobnou mistryní Československa.
Kariéru ukončila ve 23 letech na jaře 1986. Tentýž rok vyhrála anketu Král bílé stopy.

## Osobní život
V roce 1986 ukončila studium trenérství na Fakultě tělesné výchovy a sportu Univerzity Karlovy v Praze a vzápětí nastoupila jako učitelka tělocviku na technologické fakultě v Gottwaldově (dnešní Zlín). Vytvořila lyžařský tým pro mladé talenty, kteří patří v České republice mezi nejlepší.[zdroj⁠?!]
Žije střídavě ve Zlíně a ve Špindlerově Mlýně. S manželem Radovanem má tři děti. Nejstarší z nich, dcera Klára, je bývalou reprezentantkou v alpském lyžování, syn Dušan (* 1995) je reprezentantem ve freestyle snowboardingu, a nejmladší Iva (* 1999) vyhrála v roce 2012 obří slalom na dětské olympiádě mládeže.

## Politická angažovanost
Ve volbách do Evropského parlamentu v roce 2014 kandidovala jako nestraník na 4. místě kandidátky strany Republika, ale neuspěla.
Ve volbách do Senátu PČR v roce 2014 kandidovala za stranu Republika v obvodu č. 78 – Zlín. Se ziskem 3,09 % hlasů skončila na 8. místě, a tedy nepostoupila do druhého kola.